# Herbert Steinmetz
Herbert Steinmetz (* 19. Oktober 1908 in Elstertrebnitz; † 30. November 1986 in Bremen) war ein deutscher Schauspieler und Hörspielsprecher.

## Leben
Nach dem Besuch der Städtischen Schauspielschulen Leipzig arbeitete Steinmetz lange Zeit als Bühnenschauspieler. Theaterstationen waren unter anderem Gera, Essen, Wuppertal, Nürnberg, Leipzig, Posen, Hamburg (Thalia Theater), Bremen, Stuttgart, Hannover, Basel sowie die Ruhrfestspiele Recklinghausen.
Ab Anfang der 1960er Jahre übernahm Steinmetz auch vermehrt Rollen in Film- und Fernsehproduktionen. Er spielte auch verschiedentlich unter der Regie von Rainer Werner Fassbinder: in dessen Fernsehadaption von Alfred Döblins Berlin Alexanderplatz sowie in den Kinoproduktionen Fontane Effi Briest (nach Theodor Fontane), Lili Marleen, Lola und Die Sehnsucht der Veronika Voss. 1979 spielte er neben Arno Assmann, Edda Seippel, Ilsemarie Schnering und Ulrike Bliefert die Rolle des Otto Riepe in dem Fernsehmehrteiler Jauche und Levkojen (Regie: Günter Gräwert) nach den Romanvorlagen von Christine Brückner. In mehreren Filmen der Tatort-Reihe, in dem Tatort-Kinofilm Zahn um Zahn, in Eckhard Henscheids Familiensatire Die Knapp-Familie sowie in Herbert Reineckers Fernsehkrimi-Mehrteiler Babeck wirkte er ebenfalls mit. Gastauftritte hatte er in zahlreichen Fernsehserien, so in Der Kommissar, Detektivbüro Roth und Großstadtrevier. Ferner spielte Steinmetz eine Nebenrolle in dem 1. Teil der 11-teiligen Fernsehserie Die Buddenbrooks aus dem Jahre 1979.
Von 1974 bis 1979 spielte er die Hauptrolle als Kriminalrat Roth in der SFB-Krimiserie Kommissariat IX und hatte als Hausmeister Kühn eine wiederkehrende Rolle in Rainer Erlers Science-Fiction-Reihe Das Blaue Palais. In der ARD-Serie Lindenstraße verkörperte er die Rolle des Joschi Bennarsch. Nur wenige Tage nach dessen Serientod starb Steinmetz während der Dreharbeiten des TV-Dreiteilers Jokehnen im Alter von 78 Jahren an Herzversagen. Er ist auf dem Riensberger Friedhof in Bremen beigesetzt.
Steinmetz’ jüngerer Bruder Werner Kamenik (tschechisch Kamenik ‚Steinmetz‘) war ebenfalls als Schauspieler tätig.

## Filmografie (Auswahl)
- 1961: Anruf am Abend
- 1966: Hafenpolizei – Die Schlankheitskur (Fernsehserie)
- 1966: Adrian der Tulpendieb
- 1967: Das Fräulein (Fernsehfilm)
- 1968: Babeck
- 1969: Die Tauben
- 1969: Asche des Sieges (Fernsehfilm)
- 1969: Der Kommissar – Das Ungeheuer (Fernsehserie)
- 1970: Der Polizeiminister
- 1970: Der Kommissar – Drei Tote reisen nach Wien
- 1972: Mit dem Strom
- 1972: Einmal im Leben – Geschichte eines Eigenheims
- 1972: Tatort – Kressin und die Frau des Malers (Fernsehreihe)
- 1973: Tatort – Das fehlende Gewicht
- 1973: Kara Ben Nemsi Effendi
- 1973: Hamburg Transit – Grüner Türke
- 1973: Nerze nachts am Straßenrand
- 1973: Steig ein und stirb
- 1973: Tod auf der Themse
- 1974: Der Monddiamant (Fernseh-Mehrteiler)
- 1974–1979: Kommissariat IX
- 1974: Fontane Effi Briest
- 1975: Angst vor der Angst (Fernsehfilm)
- 1976: Freiwillige Feuerwehr
- 1976: Paule Pauländer
- 1976: Das Blaue Palais
- 1977: Tatort – Wer andern eine Grube gräbt …
- 1977: Generale – Anatomie der Marneschlacht
- 1979: Jauche und Levkojen
- 1979: Tatort – Zweierlei Knoten
- 1979: Ein Mord, den jeder begeht
- 1980: Berlin Alexanderplatz
- 1980: Nirgendwo ist Poenichen – Fernseh-Mehrteiler
- 1981: Preußische Nacht
- 1981: Die Knapp-Familie
- 1981: Lili Marleen
- 1981: Tatort – Das Lederherz
- 1981: Lola
- 1982: Sonderdezernat K1 – Mord um zwei Ecken
- 1982: Die Sehnsucht der Veronika Voss
- 1982: St. Pauli-Landungsbrücken (Fernsehserie, eine Folge)
- 1985: Zahn um Zahn
- 1985–1986: Lindenstraße (Fernsehserie, Folge 1 bis 50)
- 1986: Großstadtrevier (Fernsehserie)
- 1986: Jokehnen – Oder wie lange fährt man von Ostpreußen nach Deutschland? (Fernsehserie)

## Hörspiele (Auswahl)
Neben seiner Tätigkeit als Bühnen-, Film- und Fernsehschauspieler war Steinmetz ein vielbeschäftigter Hörspielsprecher, unter anderem in Der Kurier des Zaren (als Zweiteiler beim Label Poly) und in Dickie Dick Dickens – Es klappert die Mühle… (RB 1960). Auch in zwei Hörspielen der Paul-Temple-Reihe nach Francis Durbridge war er Sprecher, zunächst 1949 in Paul Temple und die Affäre Gregory als Madison und 1961 in Paul Temple und der Fall Conrad als Inspektor Vosper. In beiden Produktionen waren René Deltgen, Annemarie Cordes, Kurt Lieck und Peter René Körner seine Partner.
Die Liste ist nach der Erstausstrahlung (EA) sortiert.
- ?: Ferenc Molnár: Eins – Zwei – Drei (Anton) – Regie: Ludwig Cremer (NWDR) – EA: 29. Apr. 1946
- ?: Robert Louis Stevenson: Die Schatzinsel (Alan, Matrose) – Regie: Gustav Burmester (NWDR) – EA: 24. Juni 1946
- ?: Maxim Gorki: Tschelkasch (Zollbeamter) – Regie: Günther Schnabel (NWDR) – EA: 5. Aug. 1946
- ?: Alfred Neumann: Der Patriot (Stepan) – Regie: Otto Kurth (NWDR) – EA: 7. Okt. 1946
- ?: Gotthold Ephraim Lessing: Emilia Galotti (Angelo) – Regie: Ludwig Cremer (NWDR) – EA: 14. Okt. 1946
- ?: Renate Uhl: Wer ist ohne Schuld (Standartenführer Klotz) – Regie: Otto Kurth (NWDR) – EA: 4. Nov. 1946
- ?: B. Traven: Das Totenschiff (Krikor) – Regie: Ludwig Cremer (NWDR) – EA: 2. Dez. 1946
- ?: Max Frisch: Nun singen sie wieder (Herbert) – Regie: Otto Kurth (NWDR) – EA: 16. Jan. 1947
- ?: Heinrich Mann: Die herrlichen Zeiten (Wolfgang Buck) – Regie: Gustav Burmester (NWDR) – EA: 23. Jan. 1947
- 1947: Wolfgang Borchert: Draußen vor der Tür (Ihr Mann) – Regie: Ludwig Cremer (NWDR) – EA: 13. Feb. 1947
- ?: Axel Eggebrecht: Was wäre, wenn ... (Strang) – Regie: Ludwig Cremer (NWDR) – EA: 9. Mär. 1947
- ?: George Abbott, John Cecil Holm: Hoppe Hoppe Reiter (Frankie) – Regie: Gustav Burmester (NWDR) – EA: 20. Mär. 1947
- ?: Helmut Gaidoschik: Zapzerap (Pan Zapzerap) – Regie: Günther Schnabel (NWDR) – EA: 13. Apr. 1947
- ?: Axel Eggebrecht: Wenn wir wollen – Regie: Ludwig Cremer (NWDR) – EA: 30. Apr. 1947
- ?: Kurt Reiss: Hallo, hören Sie noch? (Korth/Claude) – Regie: Kurt Reiss (NWDR) – EA: 20. Sep. 1947
- ?: Axel Eggebrecht: Die Ameisen (Manfred Brückner) – Regie: Ludwig Cremer (NWDR) – EA: 24. Nov. 1947
- ?: Antoine de Saint-Exupéry: Nachtflug (Jules, sein Bordfunker) – Regie: Günther Schnabel (NWDR) – EA: 12. Dez. 1947
- ?: Elmer Rice: Die Rechenmaschine (Die Rechenmaschine) – Regie: Kurt Reiss (NWDR) – EA: 16. Jan. 1948
- ?: James M. Cain: Nach der Tat (John) – Regie: Gustav Burmester (NWDR) – EA: 24. Jan. 1948
- ?: Paul Verhoeven, Toni Impekoven: Das kleine Hofkonzert (Herr Zunder) – Regie: Gustav Burmester (NWDR) – EA: 30. Jan. 1948
- ?: Horst Mönnich: Herr Boltenhof kann nicht kommen (Chauffeur Weidlich) – Regie: Ludwig Cremer (NWDR) – EA: 28. Feb. 1948
- ?: Oscar Wilde: Das Bildnis des Dorian Gray – Regie: Hans Quest (NWDR) – EA: 9. Apr. 1948
- ?: Josef Pelz von Felinau: Menschenleben nicht notiert – Regie: Fritz Schröder-Jahn (NWDR) – EA: 8. Juli 1948
- ?: George Orwell: Wie die Tiere (Klee) – Regie: Kurt Reiss (NWDR) – EA: 30. Juli 1948
- ?: Heinz Pauck: Die Erscheinung – Regie: Fritz Schröder-Jahn (NWDR) – EA: 7. Aug. 1948
- ?: Christian Bock: Vier Jahre und ein Tag (Gast) – Regie: Ludwig Cremer (NWDR) – EA: 12. Aug. 1948
- ?: Archibald MacLeish: Der Eroberer – Regie: Ludwig Cremer (NWDR) – EA: 14. Aug. 1948
- ?: James Thurber: Der Bordstein im Himmel (Edward Hathaway) – Regie: Ludwig Cremer (NWDR) – EA: 20. Aug. 1948
- 1948: Wolfgang Weyrauch: Hörspiele der Zeit (3. Folge: Damals, als die Brücke zerriß) – Regie: Hans Quest (NWDR) – EA: 26. Okt. 1948
- ?: Waldemar Maass: Hörspiele der Zeit (6. Folge: Das kleinere Übel) (Willi) – Regie: Ludwig Cremer (NWDR) – EA: 11. Nov. 1948
- ?: Carl Dietrich Carls: Hörspiele der Zeit (9. Folge: Der Fall Axel Petersen) (Kriminalpolizist) – Regie: Ludwig Cremer (NWDR) – EA: 25. Nov. 1948
- 1948: Herman Melville: Moby Dick oder Der weiße Wal (1. Teil) – Regie: Gustav Burmester (NWDR) – EA: 28. Dez. 1948
- 1948: Herman Melville: Moby Dick oder Der weiße Wal (2. Teil) – Regie: Gustav Burmester (NWDR) – EA: 29. Dez. 1948
- 1948: Herman Melville: Moby Dick oder Der weiße Wal (3. Teil) – Regie: Gustav Burmester (NWDR) – EA: 30. Dez. 1948
- ?: Heinz Kohlhaas: Der schwarze Jack (Marlow) – Regie: Fritz Schröder-Jahn (NWDR) – EA: 29. Jan. 1949
- ?: Martin Sinclair: Restlos bezahlt (Stanley) – Regie: Fritz Schröder-Jahn (NWDR) – EA: 26. Feb. 1949
- ?: Horst-Günther Patzke: Sternschnuppen (1. Abgeordneter) – Regie: Gustav Burmester (NWDR) – EA: 3. Mär. 1949
- ?: Werner-Jörg Lüddecke: Das Gesicht in der Nacht (Perkuhn) – Regie: Fritz Schröder-Jahn (NWDR) – EA: 26. Mär. 1949
- ?: Jean-Paul Sartre: Schmutzige Hände (Iwan) – Regie: Otto Kurth (NWDR) – EA: 7. Apr. 1949
- 1949: Hans Egon Gerlach: Goethe erzählt sein Leben (16. Teil: Besuch in Weimar) – Regie: Mathias Wieman (NWDR) – EA: 17. Apr. 1949
- ?: Walter Bauer: Die Nacht, die dem Siege voranging (Arbeiter) – Regie: Ludwig Cremer (NWDR) – EA: 8. Mai 1949
- ?: Werner Bergengruen: Die silbernen Augen (Jakobus Koberger) – Regie: Gustav Burmester (NWDR) – EA: 8. Juli 1949
- ?: Lucille Fletcher: Falsch verbunden (Männliche Stimme) – Regie: Fritz Schröder-Jahn (NWDR) – EA: 16. Juli 1949
- ?: Guy de Maupassant: Der Schmuck (Portier) – Regie: Otto Kurth (NWDR) – EA: 26. Aug. 1949
- ?: Franz Joseph Pootmann: Ein Bild an der Wand (Soldat) – Regie: Gustav Burmester (NWDR) – EA: 14. Okt. 1949
- ?: Ernst Sander: Die Schuld des Jonathan Bradford (Geistlicher) – Regie: Kurt Reiss (NWDR) – EA: 4. Nov. 1949
- ?: Francis Durbridge: Paul Temple und die Affäre Gregory (1. Teil: Mit den besten Empfehlungen von Mr. Gregory) (Madison) – Regie: Eduard Hermann (NWDR) – EA: 7. Nov. 1949
- ?: Francis Durbridge: Paul Temple und die Affäre Gregory (3. Teil: In Madrid) (Madison) – Regie: Eduard Hermann (NWDR) – EA: 21. Nov. 1949
- ?: Francis Durbridge: Paul Temple und die Affäre Gregory (6. Teil: Betrifft Mr. Z) (Madison) – Regie: Eduard Hermann (NWDR) – EA: 12. Dez. 1949
- ?: Erik Brädt: Die wundertätigen Bettler (Mönch) – Regie: Gustav Burmester (NWDR) – EA: 19. Jan. 1950
- 1950: Jürgen Eckardt: Aus der Traum (Straßenbahnschaffner) – Regie: Ludwig Cremer (NWDR) – EA: 9. Feb. 1950
- ?: Robert Walter: Der Puderquastenfeldzug (Hauptmann Pertsch) – Regie: Gustav Burmester (NWDR) – EA: 9. Mär. 1950
- 1950: Ernst Schnabel: Ein Tag wie morgen (Kripobeamter) – Regie: Fritz Schröder-Jahn (NWDR) – EA: 30. Mär. 1950
- 1950: Jacques Constant: General Frédéric (Ein Kurier) – Regie: Kurt Reiss (NWDR) – EA: 13. Apr. 1950
- ?: C. W. Ceram: Götter, Gräber und Gelehrte (1. Teil: Der Faden der Ariadne) – Regie: Gustav Burmester (NWDR) – EA: 4. Mai 1950
- ?: Lucille Fletcher: Der Mann an der Brücke (Stimme) – Regie: Fritz Schröder-Jahn (NWDR) – EA: 8. Mai 1950
- 1950: Roderick Wilkinson: Moorlandschaft mit Hintergrund (Blake) – Regie: Ludwig Cremer (NWDR) – EA: 12. Juni 1950
- ?: Thor Heyerdahl: Kon-Tiki – Abenteuer in der Unendlichkeit (Reporter) – Regie: Gerlach Fiedler (NWDR) – EA: 13. Juni 1950
- ?: James Thurber: Der größte Mann der Welt (Smurch) – Regie: Kurt Reiss (NWDR) – EA: 19. Juni 1950
- ?: Eric Knight: Sam Smalls Abenteuer (Rowlie) – Regie: Kurt Reiss (NWDR) – EA: 3. Juli 1950
- ?: Guntram Prüfer: Thora und Galuth: Zerstörung Jerusalems – Regie: Heinrich Ockel (NWDR) – EA: 9. Juli 1950
- ?: George Bernard Shaw: Kapitän Brassbounds Bekehrung – Regie: Otto Kurth (NWDR) – EA: 25. Juli 1950
- ?: Rudolf Kunze: Duval fällt die Treppe rauf (Duval, Kassierer der Banque Midi) – Regie: Fritz Schröder-Jahn (NWDR) – EA: 29. Juli 1950
- ?: Honoré de Balzac: Tante Lisbeth – Regie: Otto Kurth (NWDR) – EA: 15. Aug. 1950
- ?: Arch Oboler: Die Unsterblichen (Anführer) – Regie: Kurt Reiss (NWDR) – EA: 28. Aug. 1950
- ?: Martin Beheim-Schwarzbach: Die Todestrommel (Eddi Lauckner, 2. Fahrer in der Todestrommel) – Regie: Hans Lietzau (NWDR) – EA: 5. Sep. 1950
- ?: Arch Oboler: Dunkle Welt – Regie: Fritz Schröder-Jahn (NWDR) – EA: 11. Sep. 1950
- ?: Hans Egon Gerlach: Der Sachbearbeiter im Himmel (Depeschenbote, Schicksalsrufer) – Regie: Heinrich Ockel (NWDR) – EA: 2. Okt. 1950
- ?: Heinz Kohlhaas: Miss Green (Gordon) – Regie: Hans Rosenhauer (NWDR) – EA: 9. Okt. 1950
- ?: Hans Christian Branner: Hundert Kronen (Illusion) – Regie: Kurt Reiss (NWDR) – EA: 24. Okt. 1950
- ?: Herbert Timm: Das Telegramm – Regie: Günter Siebert (RB) – EA: 9. Nov. 1950
- ?: Günther Schnabel: Der eiserne Turm (Kubiak) – Regie: Günther Schnabel (NWDR) – EA: 14. Nov. 1950
- 1950: Karel van de Woestijne: Der Bauer, der stirbt – Regie: Hans Arnold (RB) – EA: 22. Nov. 1950
- ?: Fritz Brustat-Naval: In Nacht und Nebel – Regie: Günter Siebert (RB) – EA: 6. Dez. 1950
- 1950: Hans Arnold: Einsteigen bitte ... – Regie: Oswald Döpke (RB) – EA: 11. Dez. 1950
- 1950: Rabindranath Tagore: Das Postamt (Der Leibarzt) – Regie: Inge Möller (RB) – EA: 20. Dez. 1950
- 1950: Sivar Arnér: Allein auf der Landzunge (Söder) – Regie: Günter Siebert (RB) – EA: 17. Jan. 1951
- 1951: Oliver La Farge: Der große Nachtgesang (Roter Mann) – Regie: Günter Siebert (RB) – EA: 30. Jan. 1951
- ?: William Shakespeare: König Richard II. (Thomas Mowbray, Herzog von Norfolk) – Regie: Gert Westphal (RB) – EA: 28. Feb. 1951
- ?: Charles Dimont: Karfreitag (Stimme Judas) – Regie: Fritz Schröder-Jahn (NWDR) – EA: 23. Mär. 1951
- ?: Roger Richard: Stern der Meere (Charles) – Regie: Gustav Burmester (NWDR) – EA: 4. Apr. 1951
- ?: Aileen Burke, Leone Stewart: Die Generalprobe (Albert Beale) – Regie: Hans Rosenhauer (NWDR) – EA: 7. Apr. 1951
- 1951: Brünne tor Weegen: Niemand hat größere Liebe (Damian Daveuster) – Regie: Elmar Schulte (RB) – EA: 25. Apr. 1951
- ca. 1951: Ernst Rottluff: Die Geschichte des Askid Thorgilsson – Regie: Günter Siebert (RB) – EA: 4. Mai 1951
- 1951: Gert Westphal: Wochenend in Zuidcoote – Regie: Gert Westphal (RB) – EA: 21. Mai 1951
- 1951: Oskar Wessel: Der Krater – Regie: Carl Nagel (RB) – EA: 4. Juni 1951
- ?: Agatha Christie, Michael Morton: Das Alibi (Inspektor) – Regie: Wolfgang Schwade (Radio Saarbrücken) – EA: 14. Juni 1951
- 1951: Brüder Grimm, Kurt Bortfeldt: Aschenputtel (Prinz) – Regie: Walter Jokisch (RB) – EA: 20. Juni 1951
- 1951: Gerd Nickstadt, Hans-Dieter Bove: Das Geheimnis der Yosemite-Indianer (Silver Star) – Regie: Kurt Reiss (NWDR) – EA: 30. Juni 1951
- 1951: Paul Ickes: Ich komme wieder (Heinrich) – Regie: Günter Siebert (RB) – EA: 4. Juli 1951
- 1950: Victor Hugo: Der Bischof und die Kerzenleuchter (Zuchthäusler) – Regie: Ludwig Cremer (NWDR) – EA: 19. Juli 1951
- 1951: Joseph Conrad: Morgen (Harry, sein Sohn) – Regie: Wolfgang Engels (RB) – EA: 1. Aug. 1951
- ?: Josef Martin Bauer: Glanz und Ende der Republik Asumara (Kommissar) – Regie: Karl Peter Biltz (RB/SWF) – EA: 7. Aug. 1951
- ?: Kurt Bortfeldt: Gefährlicher Auftrag (Wachtposten) – Regie: Fritz Schröder-Jahn (NWDR) – EA: 11. Aug. 1951
- ?: Rudolf Brunngraber: Radium – Regie: Fritz Schröder-Jahn (NWDR) – EA: 21. Aug. 1951
- ?: Josef Martin Bauer: Akademie der Schöpfung (Bürger 27843 M/98, Bierkutscher) – Regie: Gert Westphal (NWDR) – EA: 22. Sep. 1951
- ?: Christian Bock: Der alte Roboter (Chefingenieur) – Regie: Kurt Reiss (NWDR) – EA: 22. Sep. 1951
- 1951: Max Gundermann: Zu treu, um tugendhaft zu sein – Regie: Günter Siebert (RB) – EA: 2. Okt. 1951
- 1951: Manfred Hausmann: Lilofee (Jorem, ein Neger – historische Rollenbezeichnung) – Regie: Eberhard Freudenberg (RB) – EA: 15. Okt. 1951 (niederdeutsch)
- 1951: Herbert Timm: Das Komma – Regie: Carl Nagel (RB) – EA: 16. Okt. 1951
- 1951: Nikolai Leskow: Lady Macbeth von Mzensk (Sinowij Ismajlow) – Regie: Kurt Strehlen (RB) – EA: 24. Okt. 1951
- ?: Gilbert Thomas: Der gefährliche Weg (Paul) – Regie: Herbert Timm (RB) – EA: 26. Okt. 1951
- ?: Hans Baumann: Amerigo schwieg (Matrose) – Regie: Fritz Schröder-Jahn (NWDR) – EA: 18. Dez. 1951
- 1952: Wolfgang Weyrauch: Ich bin der Wassersucher Dominik Atteo (Bürgermeister) – Regie: Gert Westphal (RB) – EA: 23. Jan. 1952
- 1952: Giovannino Guareschi: Don Camillo und Peppone (Peppone) – Regie: Oswald Döpke (RB) – EA: 4. Feb. 1952
- 1952: Nikolai Gogol: Die Nase – Regie: Gert Westphal (RB) – EA: 10. Mär. 1952
- 1952: Romain Gary: Kleider ohne Leute (Prior) – Regie: Gert Westphal (RB) – EA: 30. Apr. 1952
- 1952: Nikos Kazantzakis: Griechische Passion (Giannakos) – Regie: Günter Siebert (RB) – EA: 3. Juni 1952
- ?: Dieter S. Melisander: Der Magier – Regie: Hannes Razum (RB) – EA: 12. Juni 1952
- 1952: Vittorio Calvino: Das letzte Gepäck (Der Passagier) – Regie: Raoul Wolfgang Schnell (NWDR) – EA: 29. Aug. 1952
- 1952: Peter Lotar: Kampf gegen den Tod (2. Folge: Engel mit den schwarzen Schwingen) (Edward Jenner) – Regie: Ludwig Cremer (NWDR) – EA: 2. Sep. 1952
- 1952: Wolfgang Altendorf: Die Dienstpistole (Brückner, Polizist) – Regie: Kurt Meister (NWDR) – EA: 12. Sep. 1952
- ?: Herrmann Mostar: Das Gericht zieht sich zur Beratung zurück (Folge: § 170 c) (Angeklagter) – Regie: Gerd Fricke (NWDR) – EA: 20. Sep. 1952
- ?: Fritz Rothgießer: Der wahre Robinson – Regie: Carl Nagel (RB) – EA: 30. Sep. 1952
- ?: Paul Hühnerfeld: Keine Chance für Martinsen (Pellmann) – Regie: Detlof Krüger (NWDR) – EA: 3. Okt. 1952
- 1952: Pogge van Ranken: Keine Chance für Martinsen – Regie: Günter Siebert (RB) – EA: 13. Okt. 1952
- 1952: Vittorio Calvino: Der Turm auf dem Hühnerhof (Inspektor) – Regie: Ludwig Cremer (NWDR) – EA: 16. Okt. 1952
- 1952: Wolfgang Borchert: Draußen vor der Tür (Der Einbeinige) – Regie: Ludwig Cremer (NWDR) – EA: 26. Okt. 1952
- 1952: Walter Bauer: War Christus überall? (Bischoff, ihr Mann) – Regie: Carl Nagel (RB) – EA: 7. Nov. 1952
- 1952: Rolf und Alexandra Becker: Gestatten, mein Name ist Cox (1. Staffel: 1. Teil: Mrs. Chataway hat eine Überraschung) (Nat) – Regie: Hans Gertberg (NWDR) – EA: 30. Nov. 1952
- 1952: Rolf und Alexandra Becker: Gestatten, mein Name ist Cox (1. Staffel: 2. Teil: Die abenteuerlichen Irrfahrten eines Taschenmessers) (Nat) – Regie: Hans Gertberg (NWDR) – EA: 1. Dez. 1952
- 1952: Rolf und Alexandra Becker: Gestatten, mein Name ist Cox (1. Staffel: 3. Teil: Morgenstund hat Gold im Mund) (Nat) – Regie: Hans Gertberg (NWDR) – EA: 2. Dez. 1952
- 1952: Rolf und Alexandra Becker: Gestatten, mein Name ist Cox (1. Staffel: 6. Teil: Applaus für den Mann mit der Aktentasche) (Nat) – Regie: Hans Gertberg (NWDR) – EA: 6. Dez. 1952
- 1952: Antonia Ridge: Fliehe nie vor einem Löwen (Der König) – Regie: Oswald Döpke (RB) – EA: 11. Dez. 1952
- 1953: Herbert Wendt: Das Schiff der Verdammten (Tschirikow) – Regie: Oswald Döpke (RB) – EA: 18. Mär. 1953
- 1953: Pär Lagerkvist: Barabbas (Wächter) – Regie: Gert Westphal (RB/SWF) – EA: 31. Mär. 1953
- 1953: Harald Vock: In vielen Häusern wohnen sie (Erwin) – Regie: Carl Nagel (RB) – EA: 24. Apr. 1953
- ?: Helmut Harun: Der Heizer von der „Millerntor“ (Dubrath) – Regie: Eberhard Freudenberg (RB) – EA: 4. Mai 1953
- 1953: Robert Morel: Vincent van Gogh – Maler und Märtyrer – Regie: Carl Nagel (RB) – EA: 23. Juni 1953
- ?: Irene Kürschner: Ich und mein Chef – Regie: Günter Siebert (RB) – EA: 2. Okt. 1953
- ?: Otto Kiesel: Petrus weiß es nicht besser – Regie: Günter Siebert (RB) – EA: 2. Okt. 1953
- ?: Hans Gertberg, Heinrich Koch: Das dunkle Zimmer (Enrique Egas, Kriminalrat) – Regie: Hans Rosenhauer (NWDR) – EA: 3. Okt. 1953
- 1953: Kurt Kusenberg: Begegnung im Wald (Kottmaier) – Regie: Gert Westphal (RB/BR/SWF) – EA: 27. Okt. 1953
- 1953: Georg Kaiser: Von morgens bis mitternachts (2. Mann) – Regie: Karl Peter Biltz (RB) – EA: 25. Nov. 1953
- ?: Herbert G. Hegedo: Die Fälle des Kommissars Maigret (2. Folge: Tropenkoller und Liebe) – Regie: Jochen Rottke (RB) – EA: 26. Nov. 1953
- 1953: Evelyn Waugh: Eine Handvoll Staub (1. Anwalt) – Regie: Oswald Döpke (RB) – EA: 9. Dez. 1953
- 1953: Ernst Bohnen: Gefundenes Geld (Linkmann) – Regie: Günter Siebert (RB) – EA: 30. Dez. 1953
- 1953: Dorothy Baker: Solo für Trompete (Smoke Jordan) – Regie: Oswald Döpke (RB) – EA: 13. Jan. 1954
- ?: Ludwig Hackerott: Die Nacht in der Wasserreihe (Direktor Bulemann) – Regie: Wolfgang Harprecht (RB) – EA: 20. Mär. 1954
- 1954: Frank Wedekind: König Nicolo (Der Gefängniswärter) – Regie: Wilhelm Semmelroth (NWDR) – EA: 24. Mär. 1954
- 1954: Arthur Pellegrin: Ragabouche von Tunis (Kacem) – Regie: Josef Kandner (RB) – EA: 26. Mär. 1954
- ?: Margarethe Herold: Das Gericht zieht sich zur Beratung zurück (Folge: Die Tonne mit den Fröschen) (Verteidiger) – Regie: Gerd Fricke (NWDR) – EA: 5. Apr. 1954
- 1954: Robert Gittings: Siebenschläfer (Maganugo, der Polizeichef) – Regie: Karl Peter Biltz (RB) – EA: 7. Apr. 1954
- ?: Ingeborg Drewitz: Judas Ischariot – Regie: Günter Siebert (RB) – EA: 16. Apr 1954
- ?: Herrmann Mostar: Das Gericht zieht sich zur Beratung zurück (Folge: Strafsache Rudolf Winkler) (Kommissar) – Regie: Gerd Fricke (NWDR) – EA: 6. Mai 1954
- 1953: Ivan Cankar: Der Knecht Jerneij (Salander) – Regie: Carl Nagel (RB) – EA: 19. Mai 1954
- 1954: John Moore: Tiger-Tiger (Schuhputzer) – Regie: Günter Siebert (RB) – EA: 26. Mai 1954
- 1954: Jørgen-Frantz Jacobsen: Die Fortuna läuft aus (Gabriel Hansen) – Regie: Ulrich Lauterbach (RB) – EA: 2. Juni 1954
- ?: Josef Martin Bauer: Schüsse in Sarajewo (3. Teil: Das Nachspiel) (Der Genosse) – Regie: Oswald Döpke (RB) – EA: 28. Juni 1954
- 1954: Michael Prawdin: Ein Leben für Götter – Regie: Oswald Döpke (RB) – EA: 15. Juli 1954
- ?: Fred C. Siebeck: Zwischen zwei Tagen (Leihhausbesitzer) – Regie: Ludwig Cremer (NWDR) – EA: 21. Juli 1954
- 1954: Astrid Lindgren: Meisterdetektiv Kalle Blomquist (3. Teil) (Stimme aus dem Äther) – Regie: Kurt Reiss (NDR) – EA: 15. Aug. 1954
- 1954: Hermann Rossmann: Jens mit den Gänseflügeln (Redakteur) – Regie: Günter Siebert (RB) – EA: 18. Aug. 1954
- 1954: Anatole France: Wer ist Putois? – Regie: Günter Siebert (RB) – EA: 20. Aug. 1954
- ?: Herrmann Mostar: Das Gericht zieht sich zur Beratung zurück (Folge: Der Ehrenmann und die Diebin) (Braune) – Regie: Gerd Fricke (NWDR) – EA: 7. Sep. 1954
- ?: Eric Ambler: Der Fall Dimitrios (Latimer) – Regie: Manuel Jordan (RB) – EA: 6. Okt. 1954
- 1954: Heinrich von Tiedemann: Die Heimkehr des Soldaten Yeng (Chang, ein geflüchteter Mongole) – Regie: Oswald Döpke (RB) – EA: 7. Okt. 1954
- 1954: Folke Mellvig: Urlaub auf Raten – Regie: Hannes Krüger (NWDR) – EA: 14. Okt. 1954
- 1954: Claus Hubalek: Der öst-westliche Diwan – Regie: Gert Westphal (NWDR) – EA: 4. Nov. 1954
- 1954: Wolfdietrich Schnurre: Das Haus am See (Streifenposten) – Regie: Oswald Döpke (RB) – EA: 10. Nov. 1954
- 1954: Paul Bengt: Papier bleibt doch Papier – Regie: Günter Siebert (RB) – EA: 11. Nov. 1954
- 1954: Rudolf Oswald Diehl: Das ungeschriebene Gesetz (Downer, sein Erster Offizier) – Regie: Günter Siebert (RB) – EA: 21. Nov. 1954
- 1954: Joachim Maass: Kein Fall für Goron (Beaujan) – Regie: Carl Nagel (RB/BR) – EA: 1. Dez. 1954
- 1954: Kinoshita Junji: Kranichfedern (Unzu) – Regie: Otto Kurth (RB) – EA: 15. Dez. 1954
- 1954: E. T. A. Hoffmann: Nussknacker und Mausekönig – Regie: Günter Siebert (RB) – EA: 25. Dez. 1954
- 1954: Joseph von Eichendorff: Das Marmorbild – Regie: Carl Nagel (RB) – EA: 1. Jan. 1955
- 1954: Karl Richard Tschon: Und wer hat schuld? (2. Mann) – Regie: Günter Siebert (RB) – EA: 2. Jan. 1955
- 1954: Georg Büchner: Lenz (Der Mann) – Regie: Friedrich-Carl Kobbe (RB/BR) – EA: 12. Jan. 1955
- 1954: Arkadi Awertschenko: Geschäft mit dem Tod (Charitschkin) – Regie: Carl Nagel (RB) – EA: 9. Feb. 1955
- 1955: William Shakespeare: Maß für Maß (Pompejus, Kuppler und Bierzapfer) – Regie: Hans Günther von Klöden (RB) – EA: 23. Feb. 1955
- 1955: Roger Avermaete: Empfohlenes Haus – Regie: Günter Siebert (RB) – EA: 1. Mär. 1955
- 1955: Horst Pillau: Um Großes zu beginnen (Twardowskij, Parteisekretär) – Regie: Armas Sten Fühler (RB) – EA: 6. Mär. 1955
- ?: Willy Kleemann: Das Gericht zieht sich zur Beratung zurück (Folge: Verdacht genügt) (Angeklagter) – Regie: Gerd Fricke (NWDR) – EA: .31. Mär. 1955
- 1955: Hans Weller: Planquadrat 126 (Hartwig) – Regie: Hans Weller (RB) – EA: 3. Apr. 1955
- 1955: Karl May: Der Schatz im Silbersee (1. Teil: Auf dem Arkansas-River) (Droll) – Regie: Kurt Meister (NWDR) – EA: 16. Apr. 1955
- 1955: Karl May: Der Schatz im Silbersee (2. Teil: In der Rolling Prärie) (Droll) – Regie: Kurt Meister (NWDR) – EA: 23. Apr. 1955
- 1955: Karl May: Der Schatz im Silbersee (3. Teil: Der Kampf um Butlers Farm) (Droll) – Regie: Kurt Meister (NWDR) – EA: 30. Apr. 1955
- 1955: Karl May: Der Schatz im Silbersee (5. Teil: In der Falle) (Droll) – Regie: Kurt Meister (NWDR) – EA: 14. Mai 1955
- 1955: Karl May: Der Schatz im Silbersee (6. Teil: Die Klippe) (Droll) – Regie: Kurt Meister (NWDR) – EA: 21. Mai 1955
- 1955: Karl May: Der Schatz im Silbersee (7. Teil: Am Silbersee) (Droll) – Regie: Kurt Meister (NWDR) – EA: 28. Mai 1955
- ?: Ludwig Schubert: Liebe muß verstanden werden (Johannes Richter, Reisender) – Regie: Gerlach Fiedler (NWDR) – EA: 3. Juni 1955
- 1955: Karl May: Der Schatz im Silbersee (8. Teil: Der Schatz) (Droll) – Regie: Kurt Meister (NWDR) – EA: 4. Juni 1955
- ?: Peter Alten: Die Goldmine des verlorenen Holländers (Jakob Waltz) – Regie: Gerlach Fiedler (NWDR) – EA: 14. Juni 1955
- 1955: Paul Hühnerfeld: Das Wahrheitsserum (Zollenkopf) – Regie: Günter Siebert (RB) – EA: 3. Aug. 1955
- ?: Jürgen Gütt: Der Stammbaum – Regie: Günter Siebert (RB) – EA: 1. Sep. 1955
- 1955: Astrid Lindgren: Kalle Blomquist, Eva-Lotta und Rasmus (3. Teil: Rasmus in Gefahr) (Stimme aus dem Äther) – Regie: Kurt Reiss (NDR) – EA: 23. Okt. 1955
- 1955: Astrid Lindgren: Kalle Blomquist, Eva-Lotta und Rasmus (4. Teil: Rasmus wird eine weiße Rose) (Stimme aus dem Äther) – Regie: Kurt Reiss (NDR) – EA: 6. Nov. 1955
- ?: Johannes Freisel: Anruf am Abend – Regie: Günter Siebert (RB) – EA: 14. Nov. 1955
- 1955: Hasso Plötze: Ein hoffnungsloser Fall (Daniels) – Regie: Günter Siebert (RB) – EA: 24. Nov. 1955
- 1955: Hinrich Kruse: Een Auto föhrt öwer den Jupiter (Kapitän Maisky) – Regie: Wolfgang Harprecht (RB) – EA: 12. Dez. 1955 (niederdeutsch)
- 1955: Wilkie Collins: Der Mondstein (Sergeant Cuff) – Regie: Wolfgang Schwade (NWDR) – EA: ca. 12. Dez. 1955
- ?: Rolf Kunze, Martin Roccard, Dieter Rohkohl: Die Nacht vor dem Urteil – Regie: Günter Siebert (RB) – EA: 16. Dez. 1955
- ?: William Faulkner: Die Brüder (Polizist) – Regie: Gerlach Fiedler (NWDR) – EA: 17. Dez. 1955
- 1956: Agatha Christie: Der Mord an Roger Ackroyd oder: Alibi (Inspektor) – Regie: Wolfgang Schwade (NDR) – EA: 14. Jan. 1956
- ?: Luise Fels: Und die Kinder – Regie: Gottfried Gülicher (WDR) – EA: 21. Jan. 1956
- ?: Günter Rudorf: Die Straße von Formosa – Regie: Carl Nagel (RB) – EA: 25. Jan. 1956
- ?: Hinrich Kruse: Klaas sien Peerd (Kriegsgerichtsrat) – Regie: Ivo Braak (RB) – EA: 20. Feb. 1956 (niederdeutsch)
- ?: Martin Walser: Der kleine Krieg (Franz) – Regie: Günter Siebert (RB) – EA: 29. Feb. 1956
- ?: The Gordons: Blinde sehen mehr! – Regie: Günter Siebert (RB) – EA: 16. Mär. 1956
- ?: Umberto Morucchio: Skandal im Ministerium (Inspektor) – Regie: Carl Nagel (RB) – EA: 4. Apr. 1956
- ?: Lutz Neuhaus, Karl Viktor: Atalanta – Regie: Carl Nagel (RB) – EA: 9. Mai 1956 (niederdeutsch)
- 1956: Fred von Hoerschelmann: Aufgabe von Siena – Regie: Oswald Döpke (RB) – EA: 30. Mai 1956
- ?: Jürgen Gütt: Passagier wider Willen (Holländischer Kapitän) – Regie: Günter Siebert (RB) – EA: 1. Juni 1956
- ?: Kurt Schneider: Zwei Paar Schuhe – Regie: Günter Siebert (RB) – EA: 15. Juni 1956
- ?: Eberhard Steinhoff: Ein Weg zum Ruhm (Gefängniswärter) – Regie: Otto Kurth (RB) – EA: 20. Juni 1956
- ?: Anton Tschechow: Das Kunstwerk – Regie: Günter Bommert (RB) – EA: 10. Juli 1956
- ?: Damon Runyon: Die Nacht mit John Ignatius – Regie: Günter Siebert (RB) – EA: 3. Aug. 1956
- ?: Kurd E. Heyne: Ferien (Emil Meier) – Regie: S. O. Wagner (NDR) – EA: 7. Aug. 1956
- ?: Willm Reupke, Karlheinz Tredup: Hilfsportier Charly (Calmo) – Regie: Günter Siebert (RB) – EA: 21. Aug. 1956
- ?: Karl-Heinz Tredup: Das trojanische Auto – Regie: Günter Siebert (RB) – EA: 24. Aug. 1956
- ?: Guy de Maupassant: 50 Liter Ehefrau (Sünder) – Regie: Günter Siebert (RB) – EA: 14. Sep. 1956
- ?: Ken Kaska: Florie Commercial (Aristide) – Regie: Günter Siebert (RB) – EA: 3. Dez. 1956
- ?: Hasso Plötze: Polizeiakte X. Eine Sendereihe aus der Praxis der Kriminalistik (3. Folge: Der schöne Edi) – Regie: Günter Bommert (RB) – EA: 14. Dez. 1956
- ?: Ernst Hermann Pichnow, Fritz Arend: Polizeiakte X. Eine Sendereihe aus der Praxis der Kriminalistik (4. Folge: Einsatz im Parzellengelände West) – Regie: Günter Bommert (RB) – EA: 11. Jan. 1957
- ?: Kurd Schulz, Cornelius Schulz: Pooljagd (Wildhändler) – Regie: Walter A. Kreye (RB) – EA: 26. Jan. 1957 (niederdeutsch)
- 1956: Harald Vock: Die Jagd nach dem Täter (1. Folge: Das Haus in Mexico City) (Capitano) – Regie: S. O. Wagner (NDR) – EA: 9. Feb. 1957
- ?: Pierre Louis Boileau, Charles Maître: Vorausgesetzt, daß ... (Landry) – Regie: Günter Siebert (RB) – EA: 21. Feb. 1957
- ?: Ernst Hermann Pichnow, Fritz Arend: Polizeiakte X. Eine Sendereihe aus der Praxis der Kriminalistik (5. Folge: Der Fall Axel Holm) – Regie: Günter Siebert (RB) – EA: 15. Mär. 1957
- ?: Hellmut Kleffel: Die Mauer (Philippe) – Regie: Oswald Döpke (RB) – EA: 20. Mär. 1957
- 1957: Harald Vock: Die Jagd nach dem Täter (4. Folge: Der Tod reist mit dem Zirkus) (Kingshead) – Regie: S. O. Wagner (NDR) – EA: 23. Mär. 1957
- ?: Karlheinz Tredup: Eine Kuh namens Hannibal – Regie: Günter Siebert (RB) – EA: 29. Mär. 1957
- ?: Sivar Arnér: Land in weiter Ferne (Roland) – Regie: Carl Nagel (RB) – EA: 10. Apr. 1957
- ?: Ernst Hermann Pichnow, Fritz Arend: Polizeiakte X. Eine Sendereihe aus der Praxis der Kriminalistik (6. Folge: Stumme Zeugen) – Regie: Günter Bommert (RB) – EA: 12. Apr. 1957
- ?: Walter Niebuhr: Herr Leisetritt fühlt sich gestört – Regie: Gerlach Fiedler (NDR) – EA: 30. Apr. 1957
- 1957: Irmgard Köster: Die Jagd nach dem Täter (6. Folge: Dschungelmord) (Vizepräsident) – Regie: S. O. Wagner (NDR) – EA: 4. Mai 1957
- ?: Ernst Hermann Pichnow, Fritz Arend: Polizeiakte X. Eine Sendereihe aus der Praxis der Kriminalistik (7. Folge: Der große Frauenfreund) – Regie: Günter Bommert (RB) – EA: 10. Mai 1957
- ?: Ernst Hermann Pichnow, Fritz Arend: Polizeiakte X. Eine Sendereihe aus der Praxis der Kriminalistik (8. Folge: Der gute Fang) – Regie: Günter Bommert (RB) – EA: 31. Mai 1957
- ?: Ernst Hermann Pichnow, Fritz Arend: Polizeiakte X. Eine Sendereihe aus der Praxis der Kriminalistik (9. Folge: Weißes Gift) – Regie: Günter Bommert (RB) – EA: 21. Juni 1957
- ?: Georges Simenon: Der Minister (Lapointe) – Regie: Carl Nagel (RB/SDR) – EA: 3. Juli 1957
- 1957: Irmgard Köster: Die Jagd nach dem Täter (11. Folge: Spitzbuben) (Pflanzer) – Regie: S. O. Wagner (NDR) – EA: 13. Juli 1957
- ?: Roderick Wilkinson: Beruf: Freier Mitarbeiter – Regie: Hans Günther Oesterreich (RB) – EA: 19. Juli 1957
- ?: Eberhard Steinhoff: Streik der Gangster (Henry) – Regie: Günter Siebert (RB) – EA: 24. Juli 1957
- 1957: Kurt Reiss: Die Jagd nach dem Täter (12. Folge: Mord am Matterhorn) (Portier Lanner) – Regie: Kurt Reiss (NDR) – EA: 27. Juli 1957
- ?: Karl Hermann Cordt: An´n Krüzweg (Julius Terboven, Kaufmann) – Regie: Hans Robert Helms (RB) – EA: 24. Aug. 1957 (niederdeutsch)
- 1957: Heinz Dunkhase: Die Jagd nach dem Täter (17. Folge: Mord in Badalona) (Jim Watkins) – Regie: Gerda von Uslar (NDR) – EA: 5. Okt. 1957
- ?: Herbert Timm: Wird schon schiefgehn! – Regie: Günter Siebert (RB) – EA: 1. Nov. 1957
- ?: Roderick Wilkinson: Spurlos verschwunden (8. Teil) (Pollok) – Regie: Günter Siebert (RB) – EA: 5. Dez. 1957 (Sprecher der weiteren Folgen nicht bekannt)
- ?: Hanns Dusterwohld: Eigener Herd ist Goldes Wert (Otto Steinkopf) – Regie: Heinrich Koch (RB/NDR) – EA: 16. Dez. 1957
- ?: Hans Joachim Hohberg: Stille hinter den Türen (Benno Scherrchen, Oberwachtmeister) – Regie: Oswald Döpke (RB/SDR) – EA: 8. Jan. 1958
- 1957: Wolfgang Menge: Die Jagd nach dem Täter (26. Folge: Die Tote aus Hafenbecken 1) (Blosch) – Regie: S. O. Wagner (NDR) – EA: 9. Feb. 1958
- 1957: Heinz van Nouhuys: Die Jagd nach dem Täter (29. Folge: Hundert Karat) (Gary Tensly) – Regie: S. O. Wagner (NDR) – EA: 30. Mär. 1958
- 1958: Hans Robert Luety: Die Jagd nach dem Täter (30. Folge: Die Tote aus der Moldau) (Tschernak) – Regie: S. O. Wagner (NDR) – EA: 13. Apr. 1958
- 1958: William Shakespeare: Coriolan (Bürger) – Regie: Hans Rothe (RB/SDR) – EA: 23. Apr. 1958
- 1958: Rawlings Stuart Boone: Der Seelenberater (Fred) – Regie: Carl Nagel (RB) – EA: 21. Mai 1958
- 1958: Irmgard Köster: Die Jagd nach dem Täter (34. Folge: Mr. Wood verschwindet!) (Kriminalkommissar) – Regie: S. O. Wagner (NDR) – EA: 22. Juni 1958
- ?: Richard Sale: Galavorstellung (Clam) – Regie: Günter Siebert (RB) – EA: 22. Juni 1958
- ?: Karl Hermann Cordt: Go and get your man – Regie: Günther Siebert (RB) – EA: 7. Juli 1958
- 1958: Hans Robert Luety: Die Jagd nach dem Täter (35. Folge: Postlagernd Bombay) (Ragami) – Regie: S. O. Wagner (NDR) – EA: 20. Juli 1958
- ?: Gyles Adams: Später Anruf – Regie: Günter Siebert (RB) – EA: 4. Aug. 1958
- 1958: Hellmut Kleffel: Die Jagd nach dem Täter (37. Folge: Giftmord in der Rue des Écoles) (Kommissar) – Regie: S. O. Wagner (NDR) – EA: 17. Aug. 1958
- ?: Bruno Hildebrandt: Shakespeares letztes Werk (O’Brien) – Regie: Günter Siebert (RB) – EA: 24. Aug. 1958
- 1958: Walter Niebuhr: Die Jagd nach dem Täter (38. Folge: Die Dame mit dem grünen Schleier) (Inspektor) – Regie: S. O. Wagner (NDR) – EA: 31. Aug. 1958
- ?: Josef Martin Bauer: Es geschah in … – Der König von Erfurt (Simon Freiberg) – Regie: Kurt Meister (WDR) – EA: 5. Sep. 1958
- 1958: Karl Heinz Zeitler: Die Jagd nach dem Täter (39. Folge: Mord im Nebel) (Polizist Miller) – Regie: S. O. Wagner (NDR) – EA: 14. Sep. 1958
- ?: Michael Brett: Hausherr ohne Schlüssel (Strang) – Regie: Günther Siebert (RB) – EA: 5. Okt. 1958
- 1958: Irmgard Köster: Die Jagd nach dem Täter (40. Folge: Diebstahl im Hotel 'Excelsior') (Czenetzky) – Regie: S. O. Wagner (NDR) – EA: 12. Okt. 1958
- 1958: Gisela Prugel: Die Jagd nach dem Täter (41. Folge: Gefährlicher Köder) (Roamer) – Regie: S. O. Wagner (NDR) – EA: 26. Okt. 1958
- ?: Paul Kornfeld: Kilian (Samson) – Regie: Oswald Döpke (RB/SFB) – EA: 3. Dez. 1958
- ?: Heinrich von Kleist: Prinz Friedrich von Homburg (Hauptmann Golz) – Regie: Otto Kurth (SDR) – EA: 14. Dez. 1958
- 1958: Ludwig Thoma: Moral (Kommerzienrat Bolland) – Regie: Paul Land (SDR) – EA: 28. Dez. 1958
- 1959: Gale Pedrick: Rache ist süß – Regie: Willy Semmelrogge (SDR) – EA: 19. Feb. 1959
- ?: Karlheinz Tredup: Eulenspiegeleien (2. Folge: Musterhochzeit in Tobara) – Regie: Carl Nagel (RB) – EA: 13. Apr. 1959
- ?: Kurd E. Heyne: Der blaue Wilson (Inspektor Smith) – Regie: Hans Rosenhauer (RB) – EA: 19. Apr. 1959
- ?: Joachim Jomeyer: Spionage (8. Teil: Der Dicke und die Tauben) (Geheimbeamter Markus) – Regie: S. O. Wagner (NDR) – EA: 26. Apr. 1959
- 1959: The Gordons: Old 66 hört mit (Malone) – Regie: Karl Ebert (SDR) – EA: 29. Apr. 1959
- ?: Heinz Hostnig: Der Spiegel der Aphrodite (Cameriere) – Regie: Otto Kurth (SDR) – EA: 17. Mai 1959
- ?: Peter Brook: Wen wollten Sie sprechen? – Regie: Paul Land (SDR) – EA: 21. Mai 1959
- 1959: Joseph Roth: Die Legende vom heiligen Trinker (Woitech) – Regie: Wilhelm Michael Treichlinger (SDR) – EA: 31. Mai 1959
- ?: Malcolm A. Hulke, Eric Paice: Kreuzverhör – Regie: Karl Ebert (SDR) – EA: 4. Juni 1959
- 1959: Maria Lamballe: Die Jagd nach dem Täter (45. Folge: Die Schlinge) (Kommissar Rudolphe) – Regie: S. O. Wagner (NDR) – EA: 7. Juni 1959
- 1959: Gale Pedrick: Zwei scharfe Messer (Inspektor Glass) – Regie: Oskar Nitschke (SDR) – EA: 2. Juli 1959
- ?: Philip Levene: Teilnehmer antwortet nicht – Regie: Paul Land (SDR) – EA: 16. Juli 1959
- ?: Erik Verg: Polen – Regie: Kurt Reiss (WDR) – EA: 17. Sep. 1959
- 1959: Aileen Burke, Leone Stewart: Kurzschluß – Regie: Willy Semmelrogge (SDR) – EA: 6. Okt. 1959
- 1952: Odette Ferry: Reporter des Satans (Sheriff Gus Kretzer) – Regie: Karl Ebert (SDR) – EA: 14. Okt. 1959
- ?: Lyndon Brook: Mord an Bord – Regie: Otto Kurth (SDR) – EA: 22. Okt. 1959
- ?: Peter Adler: Der Frieden unserer Stadt (Gemeinderatsvorsitzender) – Regie: Paul Land (SDR/RB) – EA: 20. Nov. 1959
- 1959: William Saroyan: Ich hab dich lieb, Mama (Papa) – Regie: Karl Ebert (SDR) – EA: 6. Dez. 1959
- 1959: Erwin Sylvanus: Die Lex Waldmann (Wallrabe) – Regie: Oskar Nitschke (SDR) – EA: 13. Dez. 1959
- 1959: Michael Brett: Schwarz auf Weiß – Regie: Paul Land (SDR) – EA: 17. Dez. 1959
- 1959: Robert Penn Warren: Der Gouverneur und seine Männer (Duffy) – Regie: Karl Ebert (SDR) – EA: 20. Jan. 1960
- ?: Irene Winkler, Lothar Winkler: Die Dame aus Kalamazoo – Regie: Paul Land (SDR) – EA: 23. Jan. 1960
- ?: Robert A. Arthur, David Kogan: Engelsgesicht – Regie: Oskar Nitschke (SDR) – EA: 9. Feb. 1960
- ?: Kurt Neubert: Fünf Treppen ohne Fahrstuhl (Thomas Wendt, Komponist) – Regie: Paul Land (SDR) – EA: 14. Feb. 1960
- ?: Paul Monash: Ein Mädchen namens Nemesis – Regie: Oskar Nitschke (SDR) – EA: 10. Mär. 1960
- 1960: Norman Edwards: Blausäure – Regie: Oskar Nitschke (SDR) – EA: 22. Mär. 1960
- 1960: Ed Bloodworth: Der blutrote Rubin – Regie: Oskar Nitschke (SDR) – EA: 5. Apr. 1960
- 1960: Luigi Pirandello: Heinrich der Vierte (Baron Tito Belcredi) – Regie: Otto Kurth (SDR) – EA: 6. Apr. 1960
- 1960: James Forsyth: Ausgedient (Dormer) – Regie: Karl Ebert (SDR) – EA: 1. Mai 1960
- ?: Kim Mc Ilroy: Mr. und Mrs. Smith – Regie: Oskar Nitschke (SDR) – EA: 3. Mai 1960
- ?: Luigi Pirandello: Das Vergnügen, anständig zu sein (Maurizio Setti) – Regie: Otto Kurth (SDR) – EA: 4. Mai 1960
- 1960: Kazimierz Strzałka: Der Irrtum (Michas) – Regie: Oskar Nitschke (SDR) – EA: 15. Mai 1960
- 1960: Robert A. Arthur, David Kogan: Tod auf leisen Sohlen – Regie: Paul Land (SDR) – EA: 17. Mai 1960
- ?: Charles Hatton: Skandal im Golfclub – Regie: Oskar Nitschke (SDR) – EA: 31. Mai 1960
- ?: John Louis Chesterfield: Der Mord in der Villa Mauresque – Regie: Oskar Nitschke (SDR) – EA: 1. Juni 1960
- ?: Bruce Stewart: Thema und Variationen – Regie: Otto Kurth (SDR) – EA: 14. Juni 1960
- ?: Vicki Baum: Die Galoschen des Unglücks (4. Teil) (Martinez) – Regie: Raoul Wolfgang Schnell (WDR) – EA: 18. Juni 1960
- ?: Vicki Baum: Die Galoschen des Unglücks (5. Teil) (Martinez) – Regie: Raoul Wolfgang Schnell (WDR) – EA: 25. Juni 1960
- ?: Luigi Pirandello: Jeder nach seiner Art (Baron Nuti) – Regie: Otto Kurth (SDR) – EA: 6. Juli 1960
- 1960: Walter Hasenclever: Ein besserer Herr (Von Schmettau) – Regie: Oskar Nitschke (SDR) – EA: 10. Juli 1960
- ?: Henry Jessen: Der Strohwitwer – Regie: ? (RB) – EA: 24. Juli 1960
- ?: Alberto Moravia: So ein Verschwender – Regie: Günter Siebert (RB) – EA: 6. Aug. 1960
- 1960: Erwin Wickert: Der zwiegespaltene Herr Becker (Autofahrer) – Regie: Paul Land (SDR) – EA: Sep. 1960
- 1960: Jochen Schöberl: Die Jagd nach dem Täter (68. Folge: Totentanz in g-moll) (Chapu) – Regie: Gustav Burmester (NDR) – EA: 11. Sep. 1960
- ?: Nikolai von Michalewsky: Frisches Fleisch für faule Kunden – Regie: Günter Siebert (RB) – EA: 18. Okt. 1960
- 1960: Irmgard Köster: Die Jagd nach dem Täter (72. Folge: Der Sturz in den Abgrund) (Herr Caballo) – Regie: Gustav Burmester (NDR) – EA: 6. Nov. 1960
- 1960: Rolf und Alexandra Becker: Dickie Dick Dickens (2. Staffel: 3. Folge: Es klappert die Mühle) (Polizeileutnant Stammer) – Regie: Günter Siebert (RB) – EA: 12. Nov. 1960
- ?: Emil Gurdan: Nur eine Aktenmappe – Regie: Günter Siebert (RB) – EA: 24. Nov. 1960
- 1960: Jochen Schöberl: Die Jagd nach dem Täter (73. Folge: Das einwandfreie Alibi) (Fred Wenger, Journalist) – Regie: Gerda von Uslar (RB) – EA: 4. Dez. 1960
- 1960: Francis Durbridge: Paul Temple und der Fall Conrad (6. Teil) (Inspektor Vosper) – Regie: Eduard Hermann (WDR) – EA: 17. Feb. 1961
- ?: Claude Aveline: Die Villa Remiro (Vater) – Regie: Otto Kurth (RB) – EA: 3. Mär. 1961
- 1959: Walter Kolbenhoff: Die Jagd nach dem Täter (78. Folge: Eine todsichere Sache) (Ulrik Madsen) – Regie: S. O. Wagner (NDR) – EA: 12. Mär. 1961
- ?: Peter Brook: Wen wollten Sie sprechen? (Mann) – Regie: ? (RB) – EA: 21. Mär. 1961
- ?: Karlheinz Tredup: Flavio – Regie: Günter Siebert (RB) – EA: 11. Apr. 1961
- ?: Nikolai von Michalewsky: Allahs verlorene Söhne – Regie: Günter Bommert (RB) – EA: 15. Juni 1961
- 1960: Joachim Jomeyer: Die Jagd nach dem Täter (84. Folge: Schakale) (Inspektor d. türkischen Interpol) – Regie: S. O. Wagner (NDR) – EA: 2. Juli 1961
- 1960: Jürgen Paul: Die Jagd nach dem Täter (86. Folge: Salon Frederico) (Sergeant) – Regie: S. O. Wagner (NDR) – EA: 30. Juli 1961
- 1960: Irmgard Köster: Die Jagd nach dem Täter (87. Folge: Der Photo-Wettbewerb) (Fred Clamy, Häftling) – Regie: Gerda von Uslar (NDR) – EA: 13. Aug. 1961
- 1961: Walter Niebuhr: Die Jagd nach dem Täter (88. Folge: Der zertrümmerte Aschenbecher) (Hauptkommissar Kienapfel) – Regie: S. O. Wagner (NDR) – EA: 27. Aug. 1961
- 1961: Howard Fast: Die Affäre Winston (Colonel Burton) – Regie: Karl Ebert (SDR) – EA: 3. Sep. 1961
- ?: Hans Bachmüller: Die Störung (Battke) – Regie: Günter Bommert (RB) – EA: 3. Sep. 1961
- 1961: Paolo Levi: Das Tonband des Kommissars Santi (Giampietri) – Regie: Heinz Schimmelpfennig (RB) – EA: 15. Sep. 1961
- ?: Kurt R. Neubert: Sein letzter Patient (Inspektor Müller) – Regie: Günter Siebert (RB) – EA: 19. Sep. 1961
- 1961: Nelly Sachs: Eli (Fingerstimme) – Regie: Heinz von Cramer (NDR) – EA: 1. Okt. 1961
- ?: Arnold E. Ott: Frisco 27 980 – Regie: Friedhelm Ortmann (RB) – EA: 12. Okt. 1961
- ?: Rolf und Alexandra Becker: Dickie Dick Dickens (3. Staffel: 6. Folge: Ticki-Ticki-Tack – oder: Tacka-Tacka-Tick) (Oberst Barbarus Caradossa) – Regie: Günter Siebert (RB) – EA: 18. Nov. 1961
- ?: Rolf und Alexandra Becker: Dickie Dick Dickens (3. Staffel: 9. Folge: Wem die Runde schlägt – oder: Haben Sie schon zur Nacht gebadet?) (Oberst Barbarus Caradossa) – Regie: Günter Siebert (RB) – EA: 28. Nov. 1961
- ?: Rolf und Alexandra Becker: Dickie Dick Dickens (3. Staffel: 10. Folge: Mit der Schlinge um den Hals – oder: Wer hat denn da die Hand am Hahn?) (Oberst Barbarus Caradossa) – Regie: Günter Siebert (RB) – EA: 2. Dez. 1961
- ?: Rolf und Alexandra Becker: Dickie Dick Dickens (3. Staffel: 11. Folge: Gangster, die schießen, töten nicht – oder: Der Morgengrauplan) (Oberst Barbarus Caradossa) – Regie: Günter Siebert (RB) – EA: 5. Dez. 1961
- ?: John Dickson Carr, John Keir Cross: Der Unsichtbare – Regie: Paul Land (SDR) – EA: 5. Dez. 1961
- ?: Rolf und Alexandra Becker: Dickie Dick Dickens (3. Staffel: 12. Folge: Die Nacht des Schicksals – oder: Handschellen der Heimat) (Oberst Barbarus Caradossa) – Regie: Günter Siebert (RB) – EA: 9. Dez. 1961
- 1961: Fritz Puhl: Abenteuer der Zukunft ... (8. Folge: Versuchsreihe Schicksal) (Kommissar Baxter) – Regie: S. O. Wagner (NDR) – EA: 12. Dez. 1961
- ?: Albert Carnère: Der Mörder kommt um elf (Peters) – Regie: Armas Sten Fühler (RB) – EA: 4. Jan. 1962
- 1961: Irmgard Köster: Die Jagd nach dem Täter (98. Folge: Ein Schuß zuviel) (James Miller, Diener) – Regie: S. O. Wagner (NDR) – EA: 11. Feb. 1962
- 1962: Ephraim Kishon: Der Blaumilchkanal (Polizist) – Regie: Horst Loebe (RB/SDR) – EA: 22. Apr. 1962
- 1962: Paul Lothar Seifert: Die Jagd nach dem Täter (103. Folge: Buchprüfer Paul Freitag) (Kriminalassistent Reichert) – Regie: S. O. Wagner (NDR) – EA: 6. Mai 1962
- 1962: Heinrich von Kleist: Michael Kohlhaas (Wenk) – Regie: Kraft-Alexander zu Hohenlohe-Oehringen (NDR) – EA: 6. Juni 1962
- 1962: Robert Louis Stevenson: Die Schatzinsel (1. Teil: Der Käpt'n und seine unheimlichen Besucher) (Pew, ein Blinder, auch ein Pirat) – Regie: Otto Kurth (NDR) – EA: 24. Juni 1962
- 1962: Robert Louis Stevenson: Die Schatzinsel (2. Teil: Im Hafen von Bristol) (Pew, ein Blinder, auch ein Pirat) – Regie: Otto Kurth (NDR) – EA: 8. Juli 1962
- 1962: Robert Louis Stevenson: Die Schatzinsel (4. Teil: Jim's erster Tag auf der Insel) (Pew, ein Blinder, auch ein Pirat) – Regie: Otto Kurth (NDR) – EA: 5. Aug. 1962
- 1962: Robert Louis Stevenson: Die Schatzinsel (5. Teil: Jim läßt das Schiff stranden) (Pew, ein Blinder, auch ein Pirat) – Regie: Otto Kurth (NDR) – EA: 19. Aug. 1962
- 1962: Robert Louis Stevenson: Die Schatzinsel (6. Teil: Was die Schatzsucher fanden) (Pew, ein Blinder, auch ein Pirat) – Regie: Otto Kurth (NDR) – EA: 2. Sep. 1962
- 1962: Regine Holl: Die Jagd nach dem Täter (111. Folge: Unter grünen Bäumen) (Assistent Barter) – Regie: S. O. Wagner (NDR) – EA: 23. Sep. 1962
- ?: Roderick Wilkinson: In letzter Minute (1. Teil) (Sergeant Pollok) – Regie: Günter Siebert (RB) – EA: 27. Sep. 1962
- ?: Roderick Wilkinson: In letzter Minute (2. Teil) (Sergeant Pollok) – Regie: Günter Siebert (RB) – EA: 4. Okt. 1962
- ?: Heinrich von Loesch: Nadel und Kamm oder: Das Öl von Buraimi (Krishna) – Regie: Horst Loebe (RB) – EA: 7. Okt. 1962
- ?: Roderick Wilkinson: In letzter Minute (3. Teil) (Sergeant Pollok) – Regie: Günter Siebert (RB) – EA: 11. Okt. 1962
- ?: Tim Braun: Der Mann mit der Mütze – Regie: Günter Siebert (RB) – EA: 25. Okt. 1962
- ?: Miklós Domahidy: Der Bräutigam und die Anderen – Regie: Miklós Konkoly (RB) – EA: 28. Dez. 1962
- ?: Arnold E. Ott: Der Mann auf der Feuerleiter (Professor Berrigan) – Regie: Günter Siebert (RB) – EA: 10. Jan. 1963
- ?: Inge Rudolph: Der fidele Gottesacker (Zweiter Ausländer) – Regie: Günter Siebert (RB) – EA: 3. Feb. 1963
- 1963: Werner Gläser: Tobias fragt (Bruno) – Regie: Kraft-Alexander zu Hohenlohe-Oehringen (NDR) – EA: 23. Feb. 1963
- ?: Corinne Pulver: Requiem für einen Bullen (Beamter) – Regie: Friedhelm Ortmann (RB) – EA: 7. Juni 1963
- ?: Heinrich Ringleb: Vogelballade (Schuster) – Regie: Günter Siebert (RB) – EA: 5. Juli 1963
- ?: Hellmut Kleffel, Alexander van Rees: Der Student von Glasgow (Charles Holborn) – Regie: Günter Siebert (RB) – EA: 11. Juli 1963
- 1963: Zora Dirnbach: Alchimons Apfel (2. Mann) – Regie: Gert Westphal (NDR) – EA: 17. Juli 1963
- ?: Hans Daiber: Literatengekakel – Regie: Charlotte Niemann (RB) – EA: 22. Juli 1963
- ?: Arnold E. Ott: Die schwarze Dame – Regie: Günter Siebert (RB) – EA: 8. Aug. 1963
- ?: Otto Heinrich Kühner: Besichtigung einer Stadt (Dritter Mann) – Regie: Miklós Konkoly (RB) – EA: 18. Aug. 1963
- ?: Kurt Reiss: Cäsar und Cleopatra (Amor) – Regie: Kurt Reiss (RB) – EA: 27. Aug. 1963
- ?: Eva Mieke: Der Goldfisch ist tot (Vater) – Regie: Günter Siebert (RB) – EA: 13. Okt. 1963
- ?: Karl Richard Tschon: Fünfzig Pfund für einen falschen Armenier – Regie: Günter Siebert (RB) – EA: 5. Juli 1963
- ?: Manuel Rojas Bolanos: Der Colocolo (Antuco) – Regie: Günter Siebert (RB) – EA: 7. Nov. 1963
- 1963: Nikolai von Michalewsky: Die wahren Fälle (1. Folge: Ein ungeklärter Fall) – Regie: Günter Siebert (RB) – EA: 30. Nov. 1963
- ?: Edna Sherry: In zweiter Instanz (3. Teil) (Richter Waring) – Regie: Günter Siebert (RB) – EA: 12. Dez. 1963
- ?: Nikolai von Michalewsky: Der Fall Hofrichter – Regie: Günter Siebert (RB) – EA: 28. Dez. 1963
- 1963: Regine Holl: Die Jagd nach dem Täter (121. Folge: Das Mädchen Rose-Li) (Freund Larry) – Regie: S. O. Wagner (NDR) – EA: 29. Dez. 1963
- ?: Franz Josef Degenhardt: Mayak und die Seinen (Mayak) – Regie: Günter Siebert (RB) – EA: 23. Jan. 1964
- ?: Juan José Arreola, Hilde Wallis: Der Weichensteller (Fremder) – Regie: Günter Siebert (RB) – EA: 2. Feb. 1963
- 1964: James Krüss: Timm Thaler oder das verkaufte Lachen (3. Teil) – Regie: Hans-Jürgen Ott (RB) – EA: 1. Mär. 1964
- 1964: Rainer Taeni: Der blinde Passagier (Kapitän) – Regie: Miklós Konkoly (RB) – EA: 13. Mär. 1964
- ?: Fritz Puhl: Erpressung (Dienstmann) – Regie: Günter Siebert (RB) – EA: 7. Apr. 1964
- ?: Nikolai von Michalewsky: Die wahren Fälle (4. Folge: Jagd auf Dr. Crippen) – Regie: Joachim Hess (RB) – EA: 25. Apr. 1964
- ?: Reinhard Ziese: Die Sterne kennen die Wahrheit nicht (Wissenschaftlicher Beirat) – Regie: Günter Siebert (RB) – EA: 26. Mai 1964
- ?: Dieter Rohkohl: Selbst ist der Mann (Donald Simson) – Regie: Günter Siebert (RB) – EA: 9. Juni 1964
- ?: Arnold E. Ott: Treffpunkt Rosenstraße 9 (Harry Heckmann) – Regie: Günter Siebert (RB) – EA: 11. Juni 1964
- ?: Rhys Adrian: Flügge geworden (Wirt) – Regie: Gert Westphal (RB) – EA: 26. Juni 1964
- ?: Wolfgang Altendorf: Das kann jedem passieren (Inspektor) – Regie: Jo Hanns Müller (RB) – EA: 6. Juli 1964
- ?: Heinrich von Loesch: Hoffnung – Regie: Irmfried Wilimzig (RB) – EA: 7. Aug. 1964
- ?: Eric Mowbray Knight: Nie wieder Montag – Regie: Jo Hanns Müller (RB) – EA: 13. Aug. 1964
- ?: Berkeley Mather: Der schwarze Engel (Carlo) – Regie: Paul Land (SDR) – EA: 18. Aug. 1964
- 1963: Nikolai von Michalewsky: Die wahren Fälle (2. Folge: Der Dolchstoß) (Constabler) – Regie: Günter Siebert (RB) – EA: 29. Aug. 1964
- 1964: Karl Alfred Wolken: Sarah und die Pferde – Regie: Günter Bommert (RB) – EA: 1. Okt. 1964
- 1964: Herbert W. Franke: Der anonyme Passagier – Regie: Hans Pelters (RB) – EA: 19. Jan. 1965
- 1964: Herbert W. Franke: Die Plasmabombe – Regie: Hans Pelters (RB) – EA: 2. Feb. 1965
- ?: Wolfgang Altendorf: Das Bologneser Hündchen – Regie: Günter Siebert (RB) – EA: 9. Feb. 1965
- ?: James Hadley Chase: Was ist besser als Geld (1. Teil) (Ed Vasari) – Regie: Günter Siebert (RB) – EA: 18. Mär. 1965
- 1965: Hans Esderts: Reportagen aus dem Jahre 2015 (2. Folge: Häuser zum Wegwerfen) – Regie: Paul Henn (RB) – EA: 5. Juli 1965
- ?: James Hadley Chase: Was ist besser als Geld (3. Teil) (Ed Vasari) – Regie: Günter Siebert (RB) – EA: 1. Apr. 1965
- 1965: Hans Joachim Biermann: Reportagen aus dem Jahre 2015 (3. Folge: Mit der Rohrpost zur Arbeit) – Regie: Hans Pelters (RB) – EA: 27. Apr. 1965
- ?: Wolfgang Borchert: Draußen vor der Tür (Gekürzte Fassung) (Ihr Mann) – Regie: Ludwig Cremer (NDR) – EA: 5. Mai 1965
- 1965: Otto Suhling: Reportagen aus dem Jahre 2015 (4. Folge: Lehrer aus der Konserve) – Regie: Bernd Wiegmann (RB) – EA: 25. Mai 1965
- ?: Reinhard Ziese: Abu Hassan (Masrur) – Regie: Günter Siebert (RB) – EA: 1. Juni 1965
- ?: Edward John Mason: Brillante Geister (Mr. Levine) – Regie: Günter Siebert (RB) – EA: 10. Juni 1965
- 1965: Heiner Michel: Reportagen aus dem Jahre 2015 (6. Folge: Ausflug ins Sperrgebiet) – Regie: Bernd Wiegmann (RB) – EA: 14. Sep. 1965
- 1965: Gert Haberland: Reportagen aus dem Jahre 2015 (7. Folge: Freizeit auf Raten) – Regie: Bernd Wiegmann (RB) – EA: 9. Nov. 1965
- ?: Norman Edwards: Geisterjagd (Taylor) – Regie: Miklós Konkoly (RB) – EA: 11. Nov. 1965
- 1965: Josef Martin Bauer: Weiße Puppen (Simon Porturin) – Regie: Fritz Schröder-Jahn (NDR) – EA: 20. Nov. 1965
- 1965: Ernst Kramer: Reportagen aus dem Jahre 2015 (8. Folge: Kurzschluss in der Polit-Zentrale) – Regie: Hans Pelters (RB) – EA: 5. Juli 1965
- 1965: William Buchanan: Das Geisterschiff in der Dagger Bucht (Pete) – Regie: Otto Kurth (NDR) – EA: 7. Dez. 1965
- ?: Gérard Prévot: Der Schatten des Mächtigen (Devilliers) – Regie: Otto Kurth (RB) – EA: 11. Feb. 1966 (Produktionsjahr 1967 angegeben)
- 1966: Hans Pelters: Reportagen aus dem Jahre 2015 (10. Folge: Das Ultimatum der Mars-Kolonie) – Regie: Hans Pelters (RB) – EA: 1. Mär. 1966
- 1966: Hellmut Kleffel: Giftmord in Paris (Raymond) – Regie: Günter Siebert (RB) – EA: 28. Apr. 1966
- ?: Nikolai von Michalewsky: Flucht nach vorn (Sheriff) – Regie: Günter Siebert (RB) – EA: 1. Sep. 1966 (Produktionsjahr 1967 angegeben)
- 1966: Gerhard Bergmann: Abdullah im Wunderland (Doktor) – Regie: Jo Hanns Müller (RB) – EA: 18. Okt. 1966
- 1966: Bodo Riedel: Rotte 35/7 zur Bewährung – Regie: Till Bergen (RB) – EA: 22. Nov. 1966
- 1967: Nikolai von Michalewsky: Diamanten zum Aufsammeln – Regie: Günter Siebert (RB) – EA: 28. Jan. 1967
- 1967: Ana Novak: Der Sonnenmensch (Schmidt) – Regie: Gerlach Fiedler (NDR/SDR) – EA: 25. Feb. 1967
- 1966: Nikolai von Michalewsky: Ein Kronschatz verschwindet – Regie: Günter Siebert (RB) – EA: 25. Feb. 1967
- ?: Zimra Miko: Der Sonnenmensch (Schmidt) – Regie: Gerlach Fiedler (NDR/SDR) – EA: 15. Mär. 1967
- 1966: Carl Horst Hiller: Zwei Revoluzzer (Der Alte) – Regie: Fritz Schröder-Jahn (NDR) – EA: 27. Mär. 1967
- 1966: Wolfgang Altendorf: Geisterstunde (Randolph) – Regie: Günter Siebert (RB) – EA: 16. Mai 1967
- ?: Kenneth Bird: Abteil Sieben (Sokrin) – Regie: Günter Siebert (RB) – EA: 25. Mai 1967
- 1967: Herbert Lichtenfeld: Herr Print erkennt sich selbst (1. Mann) – Regie: Horst Loebe (RB/SFB) – EA: 6. Okt. 1967
- 1967: Sven Delblanc: Verbirg dich im Baum des Lebens (Buchprüfer) – Regie: Otto Kurth (RB) – EA: 29. Dez. 1967
- ?: Hans Piett: Der Fall Livington (Intendant Anthony) – Regie: Günter Siebert (RB) – EA: 14. Mär. 1968
- ?: Alexander Sternberg: Urteilen Sie selbst! (2. Folge: Der Lebensstandard) (Zeuge Grothe) – Regie: Günter Siebert (RB) – EA: 25. Apr. 1968
- 1968: Mark Twain: Der Prinz und der Betteljunge (Vater Canty) – Regie: Otto Kurth (NDR) – EA: 5. Mai 1968
- ?: Alexander Sternberg: Urteilen Sie selbst! (3. Folge: Millionen machen Leute) (Zeuge Borchert) – Regie: Günter Siebert (RB) – EA: 9. Mai 1968
- ?: Wolfgang Altendorf: Der Mörder von Griquatown (Richter) – Regie: Günter Siebert (RB) – EA: 6. Juni 1968
- 1968: Peter Karvaš: Der Fall Podstawetz (Gewerkschaftsfunktionär) – Regie: Jiří Horčička (RB/SFB) – EA: 18. Okt. 1965
- 1968: Jarosław Abramow-Newerly: Der Engel auf dem Bahnhof (Untersuchungsrichter) – Regie: Günter Siebert (RB) – EA: 29. Nov. 1968
- ?: Wolfgang Gerth: Sneestorm (Der Fremde) – Regie: Wolfgang Harprecht (RB) – EA: 9. Dez. 1968 (niederdeutsch)
- 1969: Wolfgang Altendorf: Schwimmfest – Regie: Günter Siebert (RB) – EA: 11. Sep. 1969
- 1969: Francis Didelot: Hyänen und Schakale (Valentin) – Regie: Otto Kurth (SDR) – EA: 22. Sep. 1969
- ?: Arnold E. Ott: Fünfzigtausend Mark Belohnung (Golowski) – Regie: ? (RB) – EA: 9. Okt. 1969
- ?: Wolfgang Altendorf: Verkehrs-Roulette (Amtmann) – Regie: Günter Siebert (RB) – EA: 6. Nov. 1969
- 1969: Peter Karvaš: Das Verbot (Neoral) – Regie: Jiří Horčička (RB) – EA: 2. Jan. 1970
- ?: Pablo Quintero: Ein Sack Zement (Burgos) – Regie: Günter Siebert (RB) – EA: 3. Feb. 1970
- 1970: Bob Leman: Lockvogel (Ripley Smeed) – Regie: Fritz Schröder-Jahn (NDR) – EA: 17. Feb. 1970
- 1970: Margarete Jehn: Ein Ei für den Zaren – Regie: Bernd Wiegmann (RB) – EA: 29. Mär. 1970
- 1970: Sylvia Hoffman: Lebende Bilder und Prototypen Sulivans unverbindliche Hörschau (Direktor Wonders) – Regie: Otto Kurth (RB) – EA: 1. Mai 1970
- 1970: Arnold E. Ott: Einmal Frankfurt und zurück (Kommissar Paulsen) – Regie: Hans Jürgen Ott (RB) – EA: 4. Juni 1970
- 1970: Adolf Schröder: Vierzig Zigaretten am Tag, das bringt einen ja um! (Aggressiver Mann) – Regie: Günter Bommert (RB) – EA: 5. Juni 1970
- ?: Herbert Timm: Fiefdusend Masten (1. Fremder) – Regie: Erich Keddy (RB) – EA: 10. Okt. 1970 (niederdeutsch)
- 1970: Jan Rys: Die Letzten (Pobludo) – Regie: Oswald Döpke (RB/RIAS) – EA: 6. Nov. 1970
- 1970: Norbert Buqué: Ein Lamm im Schlangenhaus (Mr. Gladburne) – Regie: Günter Siebert (RB) – EA: 5. Juli 1970
- 1971: Ephraim Kishon: Gott Pomerantz – oder Der Ball des Anstoßes (Detektiv Mandy) – Regie: Otto Kurth (RB/SDR) – EA: 1. Jan. 1971
- 1971: Karl Richard Tschon: Manhattan Zentralbahnhof – Regie: Günter Siebert (RB) – EA: 1971
- 1971: Arnold E. Ott: Ein Abend mit Bilmoneit – Regie: Arnold E. Ott (RB) – EA: 1971
- 1970: Jan Rys: Entführungen (Herr Wellblech) – Regie: Oswald Döpke (NDR/HR) – EA: 2. Feb. 1971
- 1971: Jean Chatenet: Der Fuchs kommt aus dem Bau (Roger Benoit) – Regie: Günter Siebert (RB) – EA: 18. Mär. 1971
- 1971: Nikolai von Michalewsky: Der Komplize (Bielemann) – Regie: Günter Siebert (RB) – EA: 8. Juli 1971
- 1971: ?: Herrn Mahtinens Meinung ist frei – Regie: Ulrich Gerhardt (RB) – EA: 30. Juli 1971
- ?: Gertrud van Dam: De Veehdeev (Fremder) – Regie: Erich Keddy (RB) – EA: 7. Aug. 1971 (niederdeutsch)
- 1971: Nikolai von Michalewsky: Die Wasserprobe (Staatsanwalt) – Regie: Günter Siebert (RB) – EA: 2. Sep. 1971
- ?: Wolfgang Gerth: Halvtied (Dr. Schulze) – Regie: Walter Bäumer (RB) – EA: 4. Okt. 1971 (niederdeutsch)
- 1971: Nikolai von Michalewsky: „Popps Erdspurenanalyse 1908“ (Dr. Henning, Arzt) – Regie: Günter Siebert (RB) – EA: 14. Okt. 1971
- 1971: Jean Marsus: „Schrecklich, einen Chirurgen zu ermorden“ (Professor Morenvial) – Regie: Günter Siebert (RB) – EA: 25. Nov. 1971
- 1972: Walter Gerteis: Ich heiße Jonathan Sarg – Regie: Günter Siebert (RB) – EA: 1972
- 1971: Wolfgang Graetz: Kain und Abel (Vater) – Regie: Otto Kurth (RB) – EA: 21. Jan. 1972
- 1971: Rainer Puchert: Der Teufel, der heißt Jaromir (Max) – Regie: Oswald Döpke (SR) – EA: 16. Feb. 1972
- 1971: Jean Marsus: Die Karten haben nicht gelogen (Duval) – Regie: Günter Siebert (RB) – EA: 2. Mär. 1972
- 1972: Bloke Modisane: Alle Söhne Gaikas (Pfarrer Khama) – Regie: Oswald Döpke (RB) – EA: 10. Mär. 1972
- 1972: Karl Günther Hufnagel: Engelszungen (2. Mann) – Regie: Günter Siebert (RB) – EA: 14. Apr. 1972
- 1972: Ingo Golembiewski: Die Gedankenbombe oder Mr. R macht Radio – Regie: Raoul Wolfgang Schnell (RB) – EA: 12. Mai 1972
- 1972: Julian Symons: Das Geheimnis von Centre Court (Inspektor) – Regie: Günter Siebert (RB) – EA: 8. Juni 1972
- 1972: Wolfgang Altendorf: Madonna mit den sechs Fingern (Dr. Schwertmann) – Regie: Günter Siebert (RB) – EA: 12. Okt. 1972
- 1972: Zoran Stanojevic: Sie sind mein Zeuge (Joksimovic) – Regie: Oswald Döpke (SDR) – EA: 15. Okt. 1972
- 1973: David Ellis: Die Rechnung geht auf (Henry Farthing) – Regie: Günter Siebert (RB) – EA: 15. Mär. 1973
- 1973: Hilde Wallis: Gewohnheiten sind gefährlich (Kinobesucher) – Regie: Günter Siebert (RB) – EA: 12. Apr. 1973
- 1973: Walter Gerteis: Mordvilla (Inspektor Robins) – Regie: Günter Siebert (RB) – EA: 7. Juni 1973
- 1972: Nikolai von Michalewsky: Der Fall John Vollman (Sheriff Labree) – Regie: Günter Siebert (RB) – EA: 17. Jan. 1974
- 1974: Lars Gustafsson: Das Haus in Oneida (1. Stimme) – Regie: Horst Loebe (NDR/BR) – EA: 20. Jan. 1974
- ?: Roderick Wilkinson: Die Fälscher (Colonel Sydney Travers) – Regie: Günter Siebert (RB) – EA: 11. Apr. 1974
- 1974: Arnold E. Ott: Besuch nach Büroschluß – Regie: Günter Siebert (RB) – EA: 18. Juli 1974
- ?: Heinrich Kraus: De Fackeltog (Stöhr, Fabrikant) – Regie: Hans-Jürgen Ott (RB) – EA: 2. Sep. 1974 (niederdeutsch)
- 1974: Peter Albrechtsen: Bürgerlicher Seitensprung nach links (Petersen, Sachbearbeiter beim Finanzamt) – Regie: Otto Kurth (RB/WDR) – EA: 27. Sep. 1974
- ?: Wolfgang Sieg: Deenstleistungen (Pastor) – Regie: Hans-Jürgen Ott (RB) – EA: 14. Okt. 1974 (niederdeutsch)
- 1974: Wolfgang Altendorf: Ausbruch – Regie: Günter Siebert (RB) – EA: 21. Nov. 1974
- 1974: Paulus Böhmer, Uve Schmidt: Wilhelms Ruh oder Mild strahlte der Vater – Regie: Otto Kurth (NDR) – EA: 15. Dez. 1974
- ?: Walter Arthur Kreye: Eenmal in't Jahr (Willers) – Regie: Hans-Jürgen Ott (RB/NDR) – EA: 23. Dez, 1974 (niederdeutsch)
- ?: Heinrich Henkel: Isenputzer (Chef) – Regie: Walter Bäumer (RB/NDR) – EA: 13. Jan. 1975 (niederdeutsch)
- 1975: Herbert Timm: Der Rollmeyer-Effekt (Abt des Klosters Dzenghna) – Regie: Günter Siebert (RB) – EA: 21. Feb. 1975
- 1975: Arnold E. Ott: Später gibt es kein zurück (Kommissar Sommerfeld) – Regie: Günter Siebert (RB) – EA: 27. Mär. 1975
- 1975: Albert Bosper: Vergiß es, Eddi (Der alte Doc) – Regie: Günter Siebert (RB) – EA: 11. Sep. 1975
- 1975: Nikolai von Michalewsky: Inselfrieden (Hauptwachtmeister Kirst) – Regie: Günter Siebert (RB) – EA: 4. Dez.1975
- ?: Fritz Arend: Hauptmann Menken un sien veer Gesichter (Richter) – Regie: Hans-Jürgen Ott (RB/NDR) – EA: 19. Jan. 1976 (niederdeutsch)
- 1975: Wolfgang Altendorf: Kàstàrs Vision (Kardinal) – Regie: Günter Siebert (RB) – EA: 18. Feb. 1976
- ?: Wolfgang Sieg: Up de Brügg (Kinobesitzer) – Regie: Michael Leinert (RB/NDR) – EA: 1. Mär. 1976 (niederdeutsch)
- ?: Christof Wehking: Dwarslöpers (Megaphonstimme) – Regie: Hans-Jürgen Ott (RB/NDR) – EA: 8. Mär. 1976 (niederdeutsch)
- 1976: Charles Cordier: Ein höchst gefährlicher Toter (Serge Turgot) – Regie: Günter Siebert (RB) – EA: 10. Juni 1976
- 1976: -ky: An den Falschen geraten (Gonschorek) – Regie: Otto Kurth (WDR) – EA: 11. Dez. 1976
- ?: Forster Bernhard: Afreken (Kommissar) – Regie: Bernd Wiegmann (RB/NDR) – EA: 24. Jan. 1977 (niederdeutsch)
- 1976: Walter Moers: Do it yourself! (Möbelhändler) – Regie: Günter Siebert (RB) – EA: 28. Jan. 1977
- 1977: Guntram Vesper: Was ich gesehen habe, kann ich nicht überleben (Dr. Keil) – Regie: Günter Siebert (RB) – EA: 23. Sep. 1977
- 1977: Nikolai von Michalewsky: Duell auf Sizilianisch – Regie: Günter Siebert (RB) – EA: 19. Dez. 1977
- 1977: Jean Marsus: Familiensinn (Jean Bonnot du Brou) – Regie: Hans Jürgen Ott (RB) – EA: 9. Feb. 1978
- 1978: Wilhelm Diem: Gewissheit zum Überlandtarif (Taxifahrer) – Regie: Günter Siebert (RB) – EA: 7. Sep. 1978
- ?: Wolfgang Sieg: Engel un Ohr (Kommissar) – Regie: Jochen Schütt (RB/NDR) – EA: 22. Dez. 1980 (niederdeutsch)
- ?: Georg Bühren: Anner Tieden (Achtermann) – Regie: Michael Leinert (RB/NDR) – EA: 5. Jan. 1981 (niederdeutsch)
- ?: Forster Bernhard: Verdacht (Gehrken, Polizeikommissar) – Regie: Uwe Friedrichsen (RB/NDR) – EA: 16. Mär. 1981 (niederdeutsch)
- 1981: Fritz Arend: Över de stillen Straten (Minister) – Regie: Jochen Schütt (RB/NDR) – EA: 4. Mai 1981 (niederdeutsch)
- 1981: André Picot, Maurice Roland: Herr Leonides (Dr. Ferracci) – Regie: Hans Jürgen Ott (RB) – EA: 28. Mai 1981
- 1981: Yvan Noé: Vernunftehe (Arzt) – Regie: Hans Jürgen Ott (RB) – EA: 7. Jan. 1982
- 1981: Wolfgang Sieg: Opa Muhlemann (Markgraf senior) – Regie: Michael Leinert (RB/NDR) – EA: 29. Mär. 1982 (niederdeutsch)
- 1981: Charles Cordier: Lehrjahre der Angst (Untersuchungsrichter Malet) – Regie: Hans Jürgen Ott (RB) – EA: 1. Apr. 1982
- 1982: Frank W. Engel: Westreise (Artur Krüger) – Regie: Hans Rosenhauer (NDR) – EA: 9. Mai 1982
- ?: Albert Rüschenschmidt: Professor Jöppi (Professor) – Regie: Hans-Jürgen Ott (RB/NDR) – EA: 14. Juni 1982 (niederdeutsch)
- 1982: Hans Nerth: Schlussprotokoll (Hausmeister) – Regie: Hans Jürgen Ott (RB) – EA: 24. Juni 1982
- 1982: Theo Köppen: Die Wirklichkeit wird geschlachtet (Mönch) – Regie: Peter Buchholz (NDR) – EA: 16. Okt. 1982
- ?: Heinz von der Wall: So een Dag (Arno Simmlow) – Regie: Hans Helge Ott (RB/NDR) – EA: 15. Nov. 1982 (niederdeutsch)
- 1982: Nikolai von Michalewsky: Lauf auf die Sonne zu! (Goldfather) – Regie: Hans-Jürgen Ott (RB) – EA: 9. Dez. 1982
- 1982: Nikolai von Michalewsky: Ortsbestimmung (Kriminalrat Ebert) – Regie: Hans Jürgen Ott (RB) – EA: 3. Feb. 1983
- 1983: Maurice Roland, André Picot: Zauberei auf Tinos (Dr. Menu) – Regie: Hans Jürgen Ott (RB) – EA: 9. Juni 1983
- 1985: Arnold E. Ott: Schwarzer Pudel entlaufen (Knesebeck) – Regie: Hans-Jürgen Ott (RB) – EA: 25. Apr. 1985
- 1985: Volker Wachenfeld: Wer heute stumm ist (8. Passant) – Regie: Gottfried von Einem (RB) – EA: 14. Mai 1985
- 1985: Jost Nickel: Das Hörgerät (Mann) – Regie: Horst Loebe (RB) – EA: 4. Sep. 1985
- 1986: Michael Leinert: De fleegen Hollanner (Rickmers) – Regie: Michael Leinert (RB/NDR) – EA: 14. Apr. 1986 (niederdeutsch)
- 1986: Karl Richard Tschon: Die Mutter und der Kommissar (Nachbar Becker) – Regie: Hans-Jürgen Ott (RB) – EA: 15. Mai 1986
- 1986: Gerald Sammet: Ein kurzer Prozess (Albert Bonnier und 1. Stockholmer Bürger) – Regie: Albrecht Surkau (RB) – EA: 14. Okt. 1986
- 1986: Hermann Otto: Naschrapels – Regie: Michael Leinert (RB) – EA: 3. Nov. 1986 (niederdeutsch)
- 1986: Inge Methfessel: Warten auf den Briefträger (Der Mann) – Regie: Heinz Wilhelm Schwarz (WDR) – EA: 20. Dez. 1986

## Synchron (Auswahl)
Als Synchronsprecher lieh er seine Stimme unter anderen George Burns in der Titelrolle der Komödie Oh, Gott!, Vlastimil Brodský in Die Besucher und Jiří Sovák in Vernunftehen.